# Caminhar na prancha

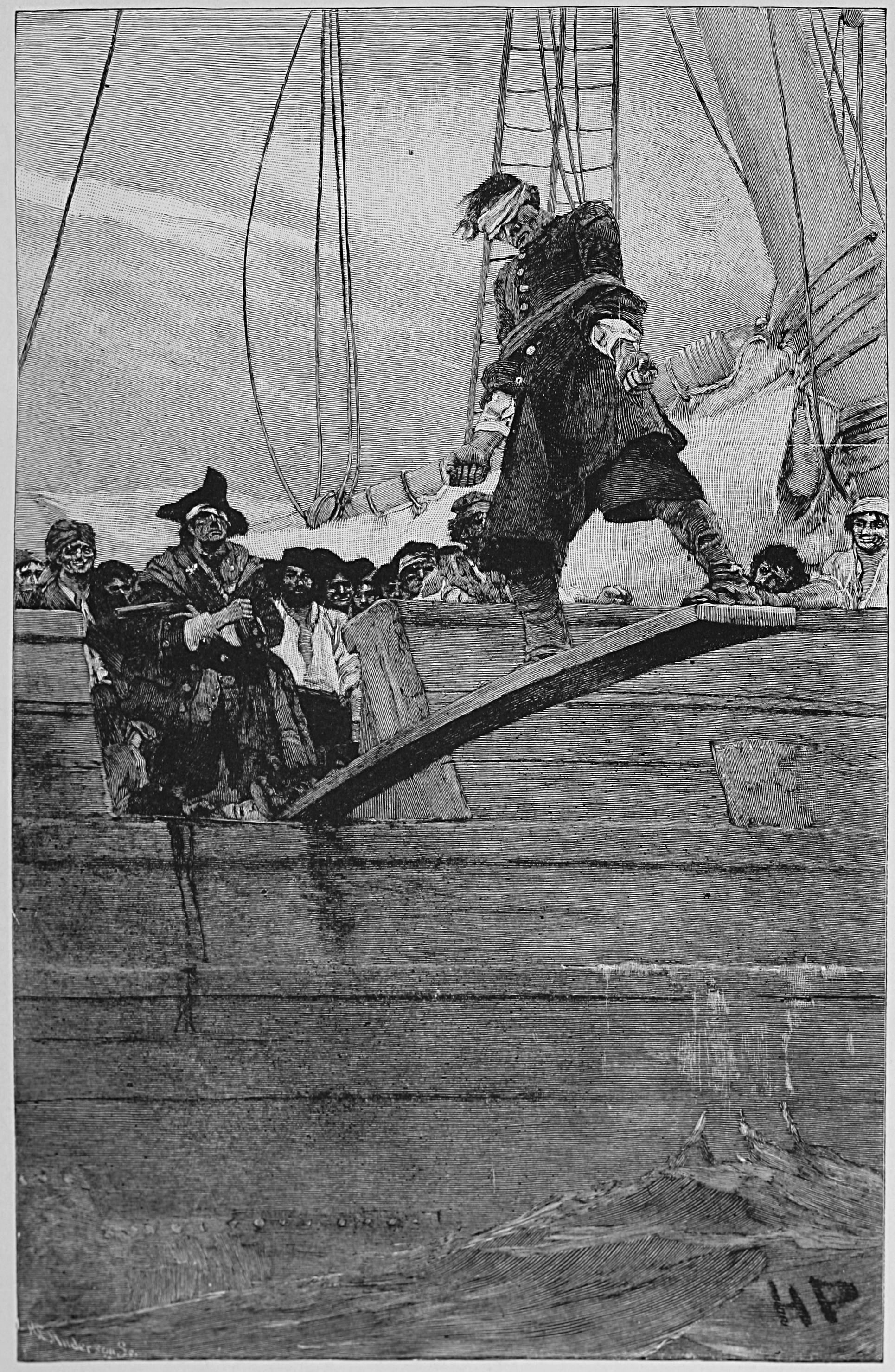
Prisioneiro dos piratas caminhando sobre a prancha, em pintura de Howard Pyle.

Caminhar na prancha é uma frase que descreve uma forma de execução ou tortura que era praticada por piratas, amotinados e outros navegantes e marinheiros foras-da-lei. A prática consistia na vítima ser forçada a caminhar até o fim de uma prancha ou viga de madeira, projetada ao lado de um navio, caindo assim dentro da água para se afogar, por vezes amarrada ou atada a pesos, comumente em locais povoados por tubarões (que frequentemente também seguiam os navios).
O primeiro registro do uso da frase data da segunda metade do século XVIII; alguns escritores do século XX especularam que a caminhada sobre a prancha seria um mito criado pelo cinema; no entanto, a frase foi registrada no Dictionary of the Vulgar Tongue ("Dicionário da Língua Vulgar"), do lexicógrafo Francis Grose, publicado pela primeira vez em 1785.

## Histórico
Em 1769, o amotinado George Wood confessou ao seu capelão, na Prisão de Newgate, que ele e seus companheiros de motim haviam mandado seus oficiais caminharem na prancha.
Em 1822, William Smith, capitão da chalupa "Blessing", foi forçado a caminhar na prancha pela tripulação de piratas da escuna "Emanuel".
O jornal The Times relatou, em 14 de fevereiro de 1829, que o paquete "Redpole" havia sido capturado pela escuna pirata "President" e afundado; o comandante fora fuzilado; e a tripulação, forçada a caminhar na prancha.
Em 1829, piratas interceptaram o brigue holandês Vhan Fredericka, na passagem de Sotavento, no meio das Ilhas Virgens, e assassinaram a maior parte da tripulação, fazendo-os caminhar na prancha com bolas de canhão amarradas a seus pés.[carece de fontes?]
Diz-se que forçar marinheiros leais a caminhar sobre a prancha era uma maneira dos algozes de "evitar [receberem posteriormente] a pena por assassinato" (ao não matar diretamente as vítimas), porém dificilmente esta desculpa funcionaria nos sistemas legais da época; não apenas a maioria dos homens da lei não teria hesitado em levar a julgamento qualquer pessoa que tivesse forçado desta maneira a morte da outra, mas também a pirataria e o motim eram crimes capitais. No entanto, caminhar sobre a prancha poderia ser uma maneira de amenizar o peso na consciência destes algozes.
Embora a caminhada sobre a prancha tenha um papel importante no folclore da pirataria, na realidade o ato era um fenômeno extremamente raro. A maior parte dos piratas, bucaneiros e amotinados não se preocuparia com um meio tão elaborado (e suscetível a percalços) de se livrar de seus prisioneiros.  Aqueles poucos que gostavam particularmente de torturar suas vítimas (como Edward Low) também preferiam métodos mais duradouros.